# Pastor alemán
El pastor alemán (en alemán: Deutscher Schäferhund), también conocido como ovejero alemán, es una raza de perro pastor originaria de Alemania de tamaño mediano a grande. La raza es relativamente nueva, ya que su origen se remonta a 1899. Forman parte del grupo de pastoreo, ya que fueron perros desarrollados originalmente para reunir y vigilar   ganado. Desde entonces, sin embargo, gracias a su fuerza, inteligencia, capacidad de entrenamiento y obediencia, los pastores alemanes de todo el mundo son a menudo la raza preferida para muchos otros tipos de trabajo, como son: perro policía, perro militar, perro guardián, guía de ciegos, animal de rescate, y otros, según el uso que le den las fuerzas y cuerpos de seguridad y el ejército. En muchos países incluso cuentan con unidades específicas denominadas K-9.

## Historia

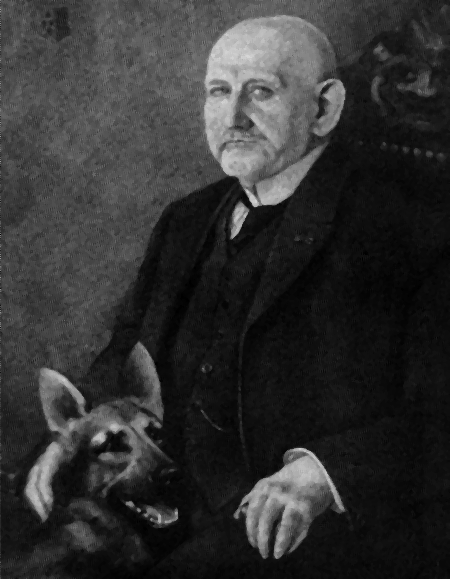
Maximilian von Stephanitz - el fundador de la raza de perro Pastor Alemán y primer presidente de la Asociación de Amigos del Pastor Alemán (Der Verein für Deutsche Schäferhunde) (en la foto con su perro: el primer pastor alemán registrado que se llama Horand von Grafrath)

Sus orígenes se remontan a finales del siglo XIX, cuando en Alemania se inició un programa de crianza para guarda y protección de los rebaños de carneros en contra de los lobos. El capitán de caballería del ejército alemán, Maximilian von Stephanitz, es considerado el padre de la raza. Más tarde, tras la aparición de la Asociación de Amigos del Pastor Alemán en 1899, se inició una selección de ejemplares cuyos cruces mejoraron tanto el aspecto psíquico como físico del animal.
El primer ejemplar inscrito Horand von Grafrath fue un animal vigoroso, de firme carácter, pelaje grisáceo y aspecto lobuno que demostró ser un semental con los rasgos que Von Stephanitz buscaba. En el primer encuentro se transmitieron esos rasgos deseables a los perros sucesores, y se reforzaron con las normas cuidadosas de cruce selectivo entre miembros del mismo linaje de este primer criador; una práctica que buscaba destacar y potenciar las características deseables por medio de una determinada gestión genética.
Von Stephanitz buscó de forma primordial el aspecto práctico y de trabajo de la raza. Desde el principio, la forma en el pastor alemán no debería desviarle de su funcionalidad zootécnica. Von Stephanitz previó una primera amenaza a la validez de la raza como animal de trabajo cuando la sociedad humana se transformó de una base principalmente agrícola y ganadera a una economía industrializada. En una primera fase, persuadió al Gobierno alemán para que aceptara a la raza en trabajos de policía. Este fue el principio de la asociación de la raza con las fuerzas de la ley y con la utilización militar. Pronto las cualidades de inteligencia, fiabilidad y resistencia del animal, los aspectos principales de su carácter y su existencia en la historia, le garantizaron su utilización en muchos papeles importantes, siendo uno de esos papeles más nobles como perro guía para los ciegos.
Esta raza fue utilizada como perro rastreador durante la Segunda Guerra Mundial por el ejército alemán y policías. De hecho, los servicios prestados durante las dos guerras mundiales le otorgaron un respeto y admiración a nivel mundial.

## Características
Aspecto general: robusto y flexible, ligeramente alargado, cuerpo musculoso, sus mandíbulas cierran en tijera. Es un perro de compañía ya que es un perro equilibrado, dócil y fácil de adiestrar.
- Variantes de color en los pastores alemanes: negro sólido (manto totalmente negro), negro con manchas de color amarillas, rojas, marrones o gris claro, negro calzado (negro con las zona inferior de las patas de color amarillo, rojo, marrón o gris claro), sable (color gris combinado con amarillo, rojo o marrón). Las manchas blancas no son deseables, aunque pueden admitirse. La trufa siempre debe ser negra. Todos deben poseer una máscara negra, aquellos que carezcan de ella son considerados como ejemplares faltos de pigmentación.
- Peso: el macho ronda desde los 30 a los 40 kg, y la hembra entre 22 y 32 kg.
- Altura: el macho mide 60 a 65 cm y la hembra de 55 a 60 cm (son permitidos los ejemplares hasta 2 cm más altos o más bajos).

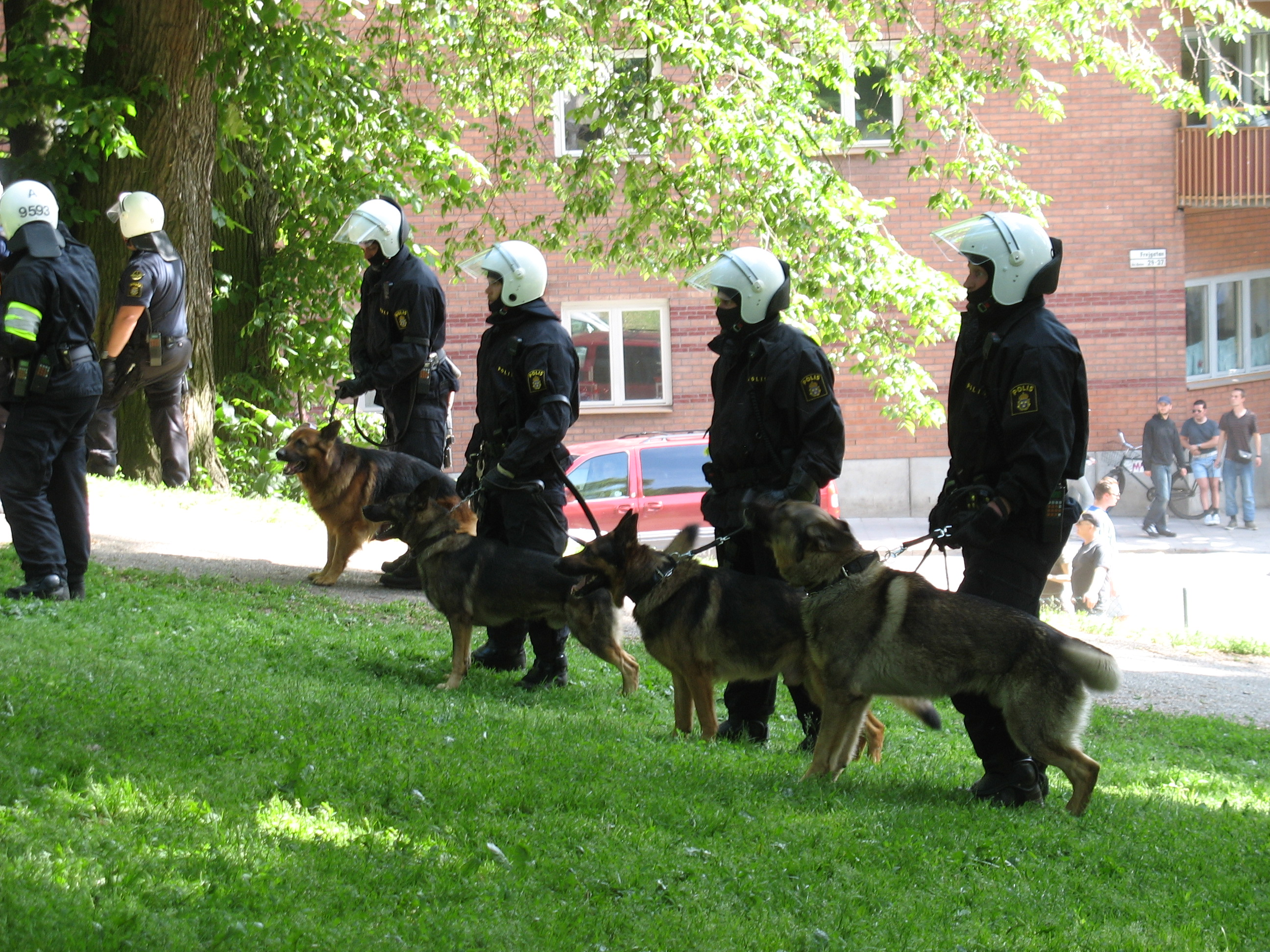
Pastores alemanes policías en 2007, durante una manifestación en Estocolmo.

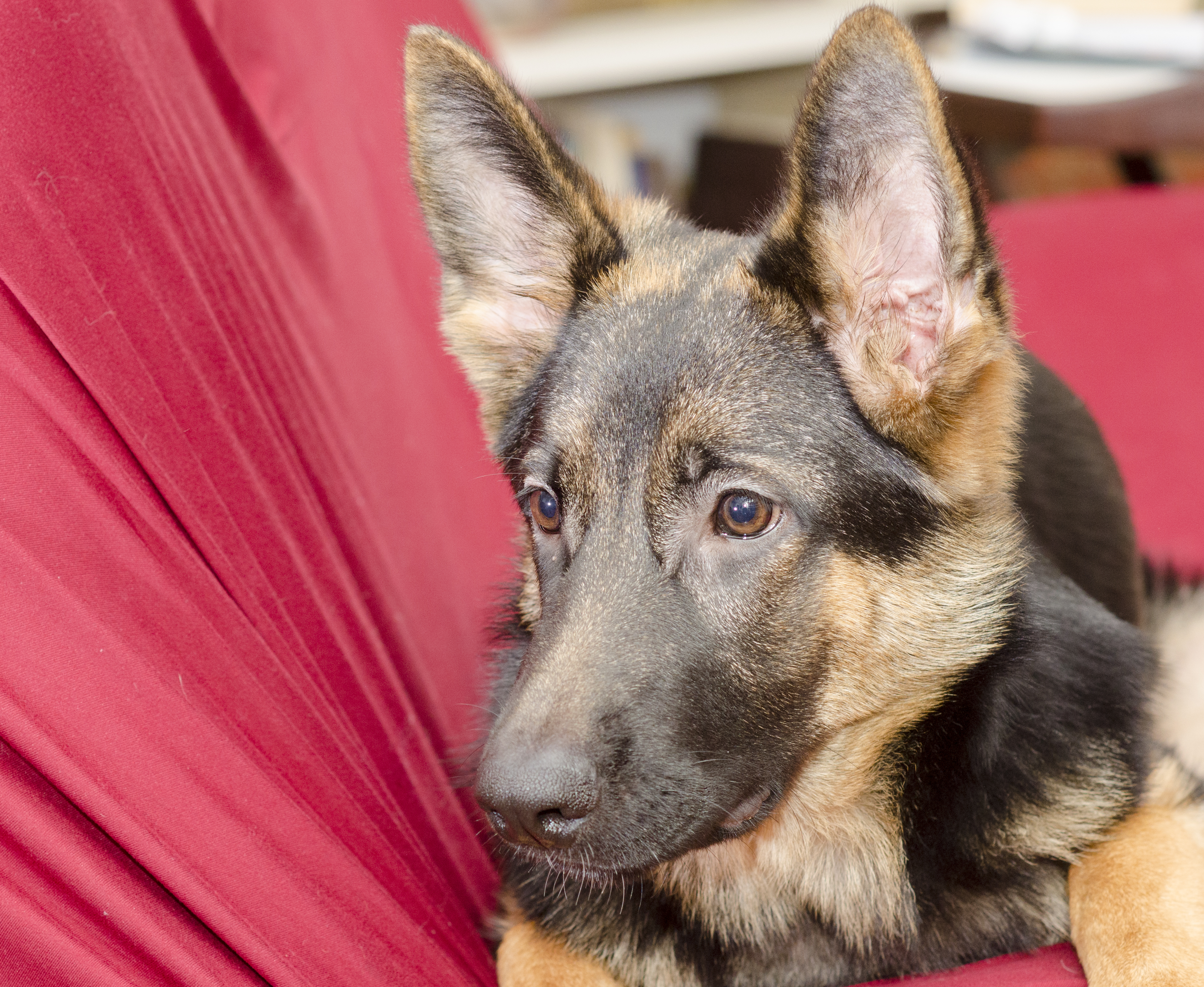
Pastor alemán hembra.

- Esperanza de vida: 9 a 13 años.

### Cabeza
Tiene forma de cuña y está en proporción con el largo del cuerpo (su longitud es aproximadamente un 40% de la altura de la cruz), sin parecer ni tosca ni alargada. En su apariencia general suele ser seca y moderadamente ancha en medio de las orejas. Vista por delante y por los lados, la frente es levemente arqueada y sin o con un surco mediano poco marcado. La proporción entre la región craneal y la facial debe ser de 50% a 50%. El ancho de la región craneal es casi igual que su largo. Vista de arriba, la región craneal va disminuyendo uniformemente desde las orejas hacia la nariz, dejando una depresión fronto-nasal no muy notoria e inclinándose en el hocico, que tiene forma de cuña. Los maxilares superiores e inferiores están fuertemente desarrollados. La caña nasal es recta; cualquier abultamiento o hundimiento es indeseable. Los labios, de color oscuro, son firmes y bien adheridos.

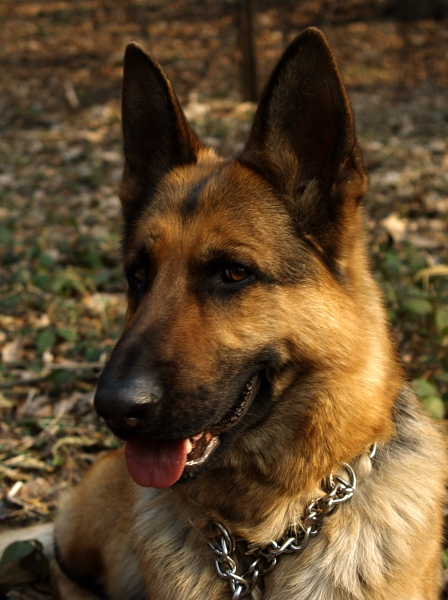
Pastor alemán hembra en posición de atención.

### Ojos
De tamaño medio, almendrados, colocados oblicuamente y nunca sobresalientes. Su color suele ser lo más oscuro posible. Ojos claros penetrantes son indeseables ya que afectan la expresión del perro; por eso no suele haber perros con este tipo de ojos.
El principal problema es que se ensucian (sobre todo si el perro vive en la ciudad, a causa de la contaminación). Normalmente, esta suciedad se elimina en forma de legañas, que se le pueden limpiar con un paño húmedo. No hay que dejar que se acumulen hasta que al perro le molesten tanto que se frote con la pata.
En perros viejos, o a causa de una enfermedad o lesión, puede haber dificultades para mantener la humedad del ojo. En este caso conviene hacer una limpieza regularmente, previa consulta al veterinario para que indique el producto adecuado para usar.

### Orejas
El perro pastor alemán tiene las orejas de tamaño mediano, erectas, abiertas hacia adelante y llevadas de manera uniforme (ni volteadas ni llevadas hacia los lados). Son puntiagudas, con el pabellón dirigido hacia el frente.
Si se acumula cerumen hay que quitarlo cuidadosamente, tal como se haría en el caso de una persona. Pero hay que hacerlo con mucho más cuidado, ya que por la forma de las orejas del perro, si simplemente se sueltan las escamas de cera, caerán al interior, pudiéndole dañar el conducto auditivo. Si no se está seguro de cómo se hace, es mejor dejarlo en manos de un profesional; de todos modos, una buena forma de limpiar las orejas de un perro (tanto de orejas levantadas como caídas) es con un poco de algodón humedecido con vaselina líquida, siempre desde dentro hacia afuera de la oreja, solamente lo que se ve, nunca llegar más adentro ya que puede dañar.
Las orejas comenzarán a plantarse alrededor de los cinco o seis meses de edad.
Hay que prestar atención especial a los perros de razas que tienen las orejas caídas, que además de acumular la suciedad «normal» pueden convertirse en nidos de parásitos, entre otras cosas, por la falta de ventilación, desventaja que no tiene el pastor alemán debido a la forma de sus orejas.

### Cuerpo

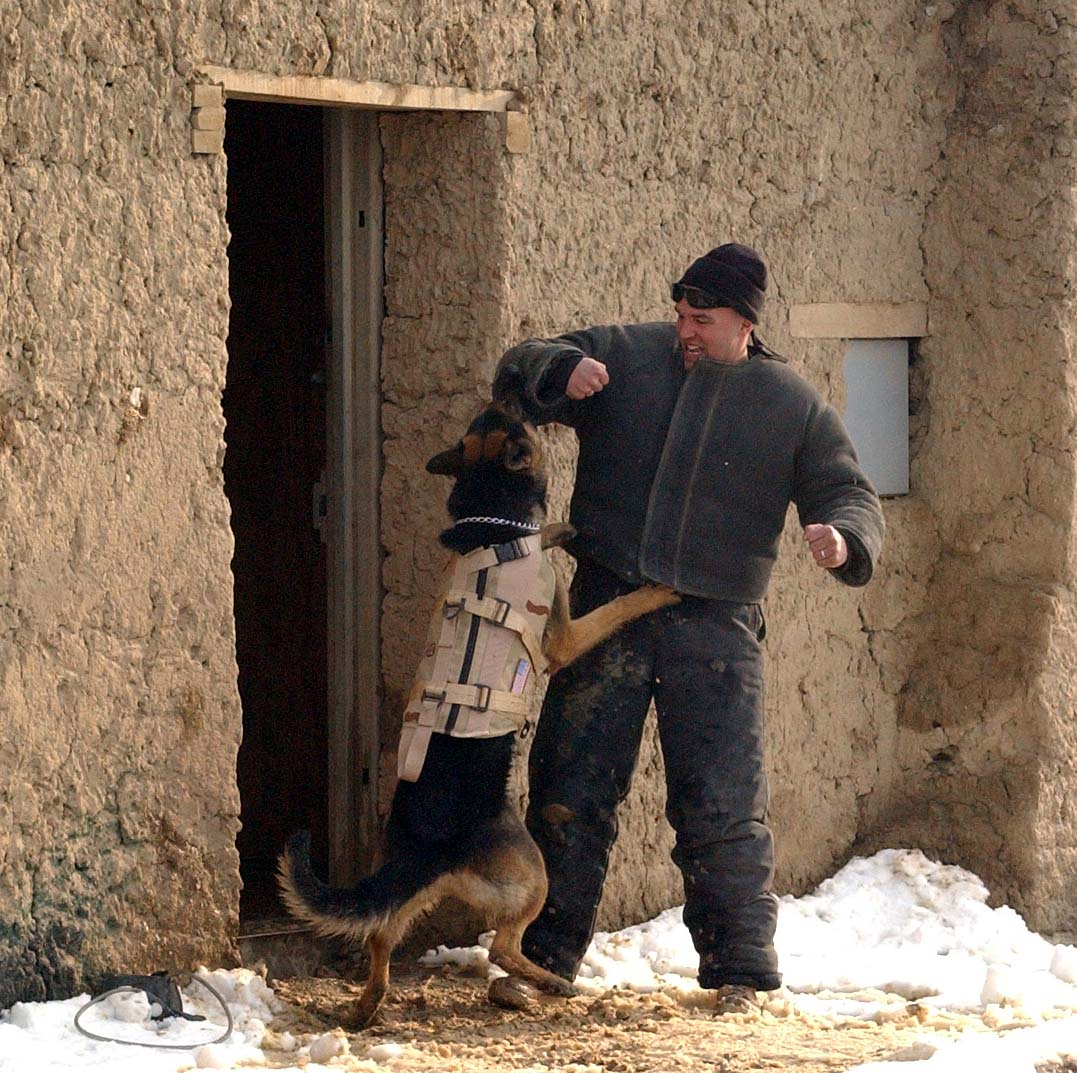
Pastor alemán con chaleco antibalas durante un entrenamiento militar en Afganistán.

La línea superior corre sin interrupción desde la implantación del cuello sobre la cruz bien definida y sobre la espalda es recta hasta la grupa. La espalda es firme, fuerte y bien musculada. El lomo es amplio, fuertemente desarrollado y bien musculado. La grupa debe ser recta, fuerte y continuar hacia la línea de la cola sin interrumpir la línea superior.

### Cola
Llega por lo menos hasta el corvejón, pero sin sobrepasar la mitad del metatarso. Tiene el pelo más largo en su parte inferior. En reposo, la lleva colgante con una ligera curva. Cuando el perro está en movimiento o en atención, lleva la cola más alta, pero sin sobrepasar la línea horizontal. No se prohíben operaciones correctivas. También es un defecto que el perro tenga la cola parada.

### Miembros delanteros

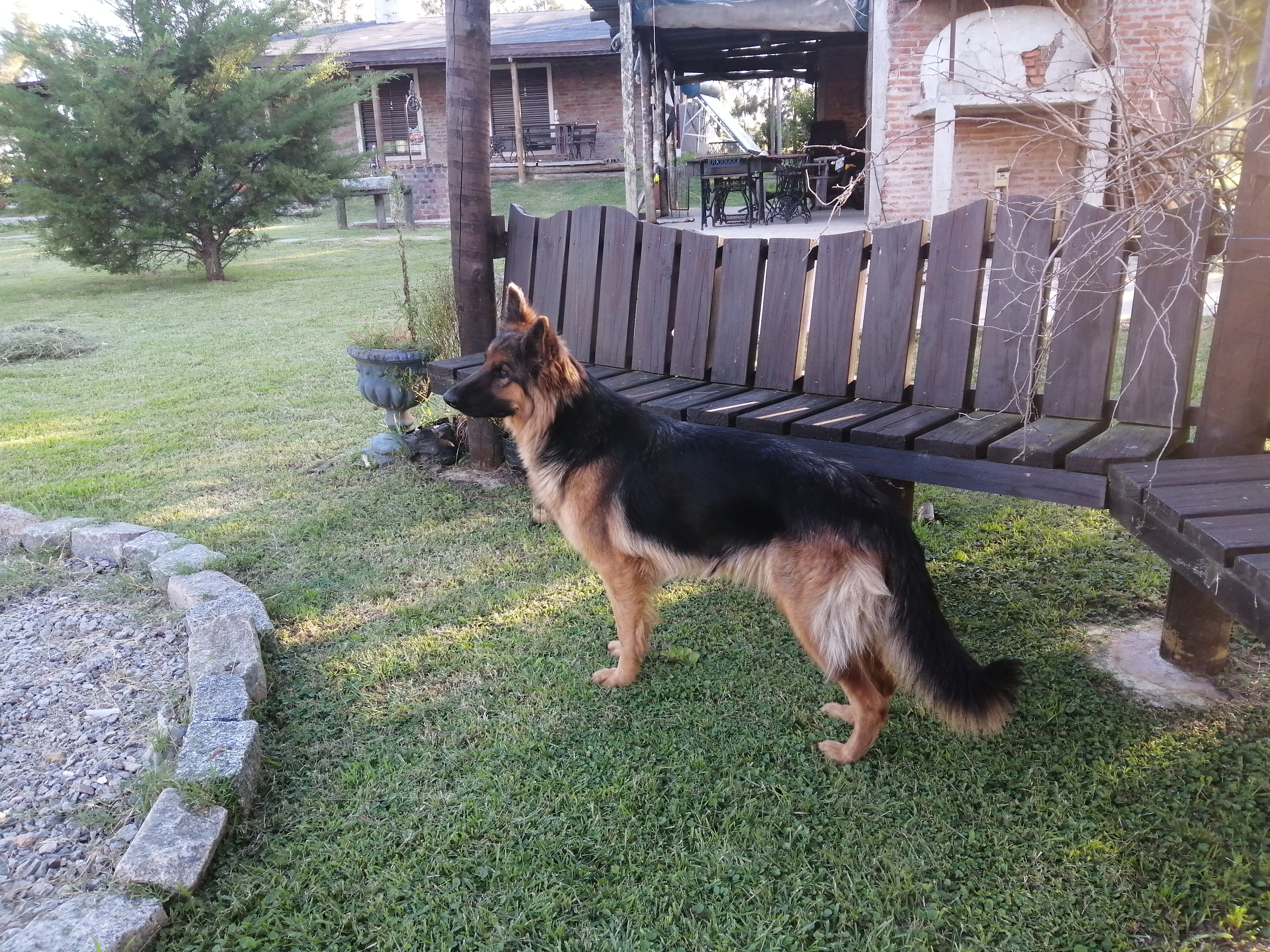
Hembra de tres años de edad.

Vistos de todos los lados, los miembros anteriores son rectos; vistos desde el frente, son absolutamente paralelos. El omóplato y el brazo son de la misma longitud, firmemente pegados al cuerpo por medio de una buena musculatura. La angulación ideal entre el omóplato y el brazo es de 90°, pero generalmente es de 110°. Los codos no suelen estar vueltos ni hacia afuera ni hacia adentro, estando el perro en reposo o en movimiento. Los antebrazos, vistos de cualquier lado, son rectos y paralelos entre sí, secos y bien musculados. El metacarpo tiene una longitud de aproximadamente 1/3 del antebrazo y forma una angulación con este de aproximadamente 20-22°. Un metacarpo demasiado inclinado (más de 22°) o demasiado recto (menos de 20°) perjudica la capacidad de trabajo del perro, sobre todo su resistencia. Los pies delanteros son redondeados, compactos, con dedos arqueados. Las almohadillas suelen ser firmes, pero no frágiles. Las uñas son fuertes y de color oscuro fuerte, aunque puede haber excepciones.

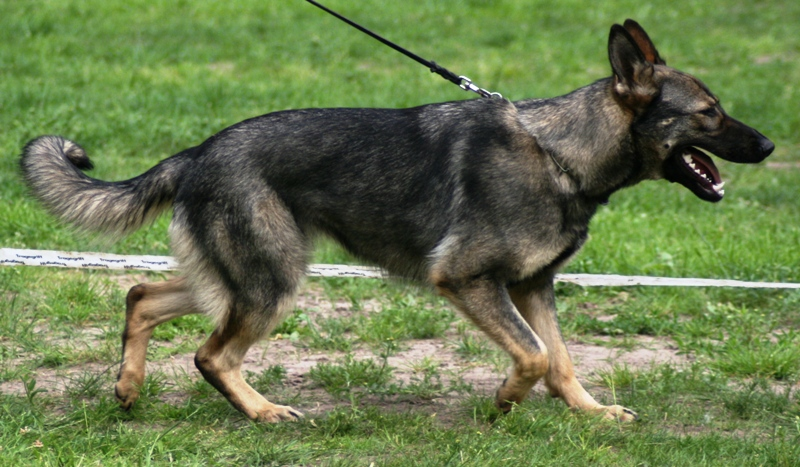
Pastor alemán hembra de la línea de trabajo.

### Miembros posteriores
La grupa: el pastor alemán de la línea de exposición tiende a tener la grupa caída, esta característica es la más buscada para concursos y exposiciones de estructura. A dicha configuración ósea se le adjudican una serie problemas motrices, y en consecuencia problemas de salud, debido a las malformaciones que esta conlleva. 
Los ejemplares de la denominada línea de trabajo, desarrollada en los países de Europa del Este, no poseen esta característica o por lo menos no es tan marcada.

## Temperamento
Pastor de vacas y ovejas con infatigable trote y gran inteligencia. Ha sobresalido en numerosos trabajos útiles al hombre, tales como: guardián, perro guía, policía, perro de ataque, detector de drogas, etc. Es un animal vigoroso, ágil, bien musculado y despierto. Sus proporciones físicas deben guardar relación no solo en su apariencia sino también habrá que fijarse en su temperamento. Suele ser un perro bien equilibrado, con un desarrollo armonioso de los miembros anteriores y posteriores. Un buen ejemplar agrada a primera vista; también es muy fuerte. A veces puede ser agresivo y un poco dominante dependiendo de la forma en la que se educa. Por todo ello es un perro dedicado al trabajo.

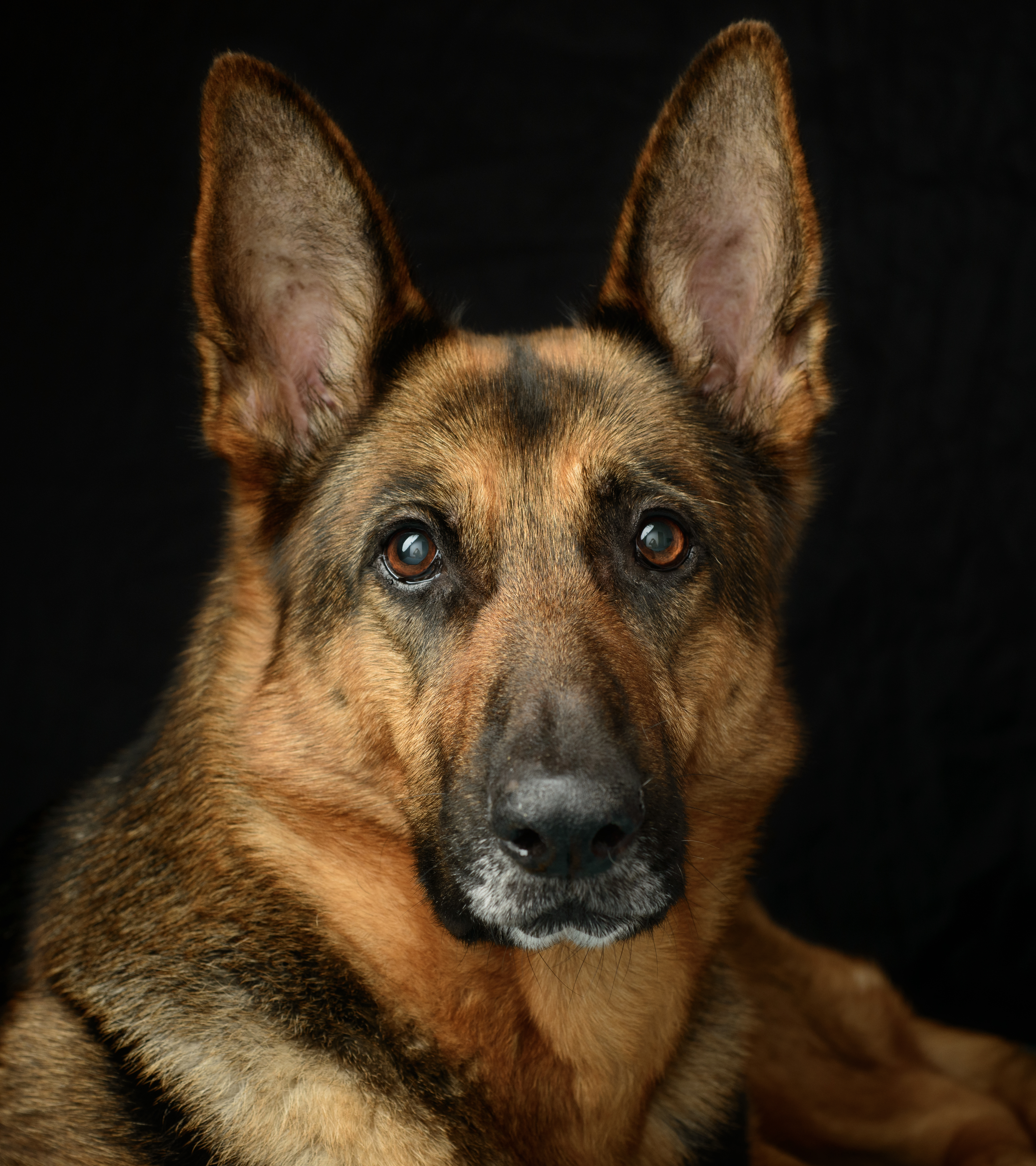
Retrato de un pastor alemán hembra de diez años de edad.

### Peligrosidad
En algunos países, el pastor alemán se considera un perro potencialmente peligroso por sus características físicas. Una revisión de la literatura de 2020 en Plastic and Reconstructive Surgery encontró que de 1971 a 2018, de todos los perros de raza pura en los Estados Unidos, el pastor alemán fue responsable de la mayoría de las mordeduras lo suficientemente graves como para requerir tratamiento hospitalario.
Si bien un informe australiano de 1999 proporciona estadísticas que muestran que los pastores alemanes son la tercera raza con mayor probabilidad de atacar a una persona en algunos lugares australianos, una vez que se toma en cuenta su popularidad, los porcentajes de ataques de los pastores alemanes caen al puesto 38.
Según el programa de televisión Dangerous Encounters with Brady Barr de National Geographic, la mordedura de un pastor alemán tiene una fuerza de más de 1060 newtons (en comparación con la de un rottweiler, más de 1180 a 1460 newtons, un pitbull, de 1050 newtons, un labrador retriever, de aproximadamente 1000 newtons, o un humano, de aproximadamente 380 newtons).

## Salud

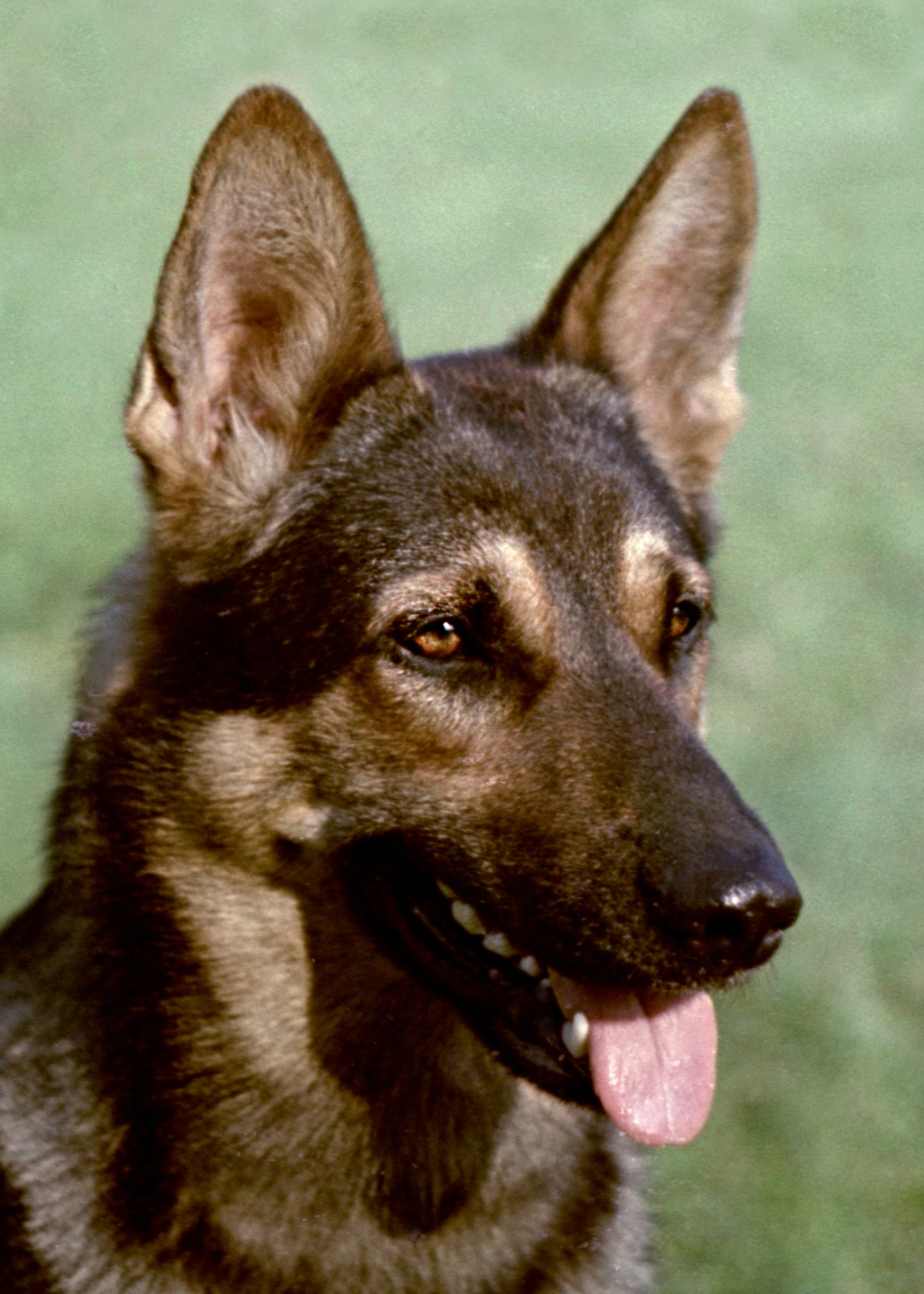
Bernd vom Haus Jordan, un macho del "tipo antiguo", un perro de características óptimas, en 1953.

Los pastores alemanes tienen una esperanza de vida de entre diez y doce años. El pastor alemán es de las razas con más problemas genéticos debido a su cría irresponsable. Como es común en perros grandes, esta raza suele padecer displasia de cadera. La cruza responsable es necesaria para evitar que este tipo de defectos se propaguen de generación en generación para tener ejemplares sanos que no sufran dolor y sean útiles para el trabajo, por lo que se recomienda adquirir al cachorro en un criadero certificado y exigir ver el pedigrí del cachorro y preguntar si su familia ha contraído ese problema. Esta raza requiere normalmente que las caderas de los cachorros sean analizadas mediante rayos-X y que las radiografías sean certificadas y aprobadas por los clubes responsables de la raza (el organismo que regula a esta raza es el Verein für Deutsche Schäferhunde e.V. (SV) con sede en Augsburgo, Alemania); también cuando el perro alcance la madurez (aproximadamente a los dos años de edad) para garantizarlo como adulto apto para la reproducción.

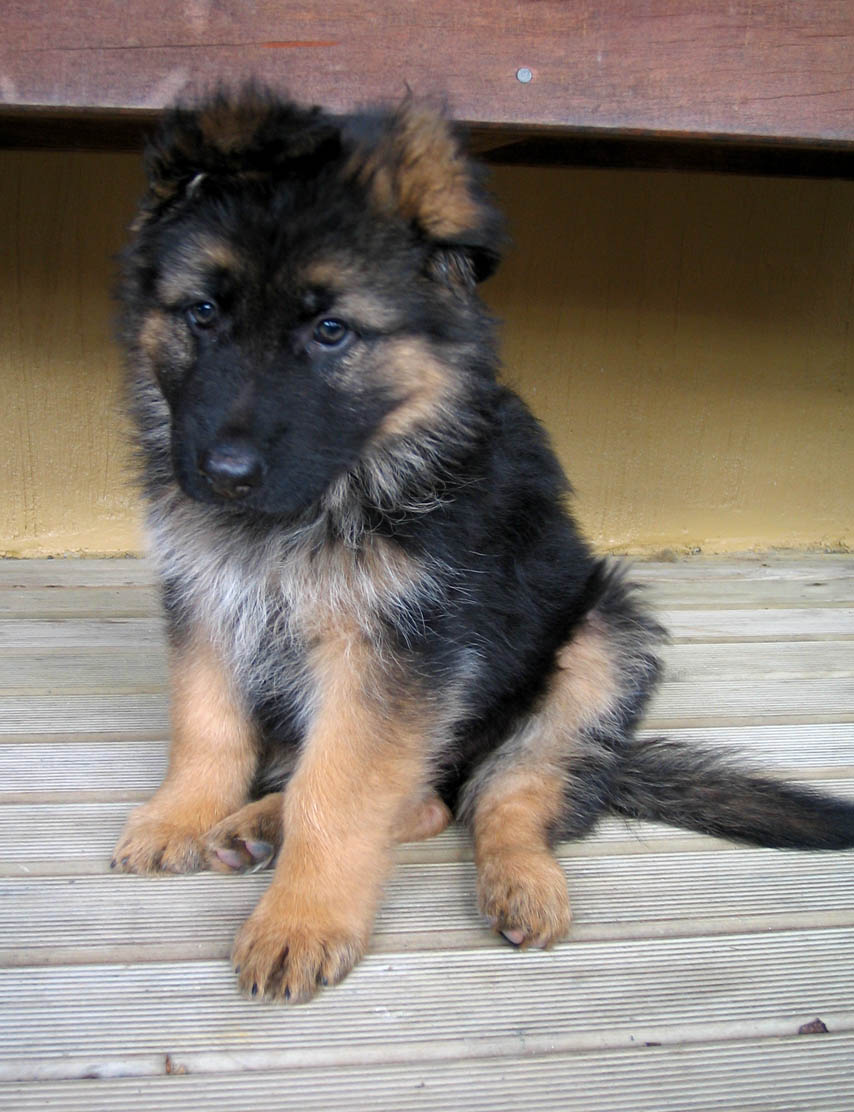
El entrenamiento y socialización deben comenzar desde el primer momento en que el cachorro llega a la familia.

Otro problema de salud, que a veces se presenta en esta raza, es la Enfermedad de Von Willebrand. También tienen tendencia a la deficiencia pancreática, lo que significa que el páncreas deja de producir enzimas y el animal es incapaz de procesar o absorber nada. Existe medicación para tratarlo, aunque desafortunadamente no resuelve ni cura el problema al 100%, y además el tratamiento es bastante costoso.
Otras enfermedades que se pueden presentar son:
- Panosteitis: formación, crecimiento e inflamación excesivo del hueso alrededor de las articulaciones provocando en la conocida como "cojera del cachorro" (definición dada por la enciclopedia del AKC).
- Síndrome de cauda equina: signos neurálgicos resultantes de la compresión de los nervios de la espina en la región lumbosacra.
- Pannus corneal canino (queratitis crónica superficial): inflamación de la córnea que puede producir ceguera potencial, incluyendo un crecimiento anormal del tejido alrededor de la córnea.

## Entrenamiento general

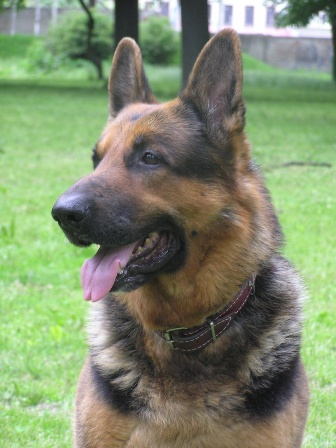
Pastor alemán hembra

El Schutzhund es un deporte también conocido internacionalmente como IPO debido al acrónimo de las palabras en alemán Internationale Prüfungs Ordnung. Tiene como propósito evaluar el carácter y la utilidad de un perro para el trabajo, así como la relación con su conductor. En sus inicios tuvo como objetivo el preservar las características y capacidades del Pastor Alemán (mediante la elección para reproducción de sólo aquellos ejemplares que hubieran cumplido, y finalizado, exitosamente con las pruebas), pero actualmente participa en él toda raza que requiera prueba de trabajo según la FCI. En años recientes, la raza que suele tener más presencia en las competencias es una variedad del Pastor belga (Malinois).
Pero más allá de lo anterior, ha evolucionado hasta convertirse en un deporte emocionante con centenas de personas y ejemplares, en decenas de países en el mundo practicándolo todas las semanas, a pesar de las condiciones meteorológicas adversas. Además de desarrollarse competiciones regionales, nacionales y mundiales que reúnen a lo más destacado de esta disciplina.

## Pastor alemán blanco

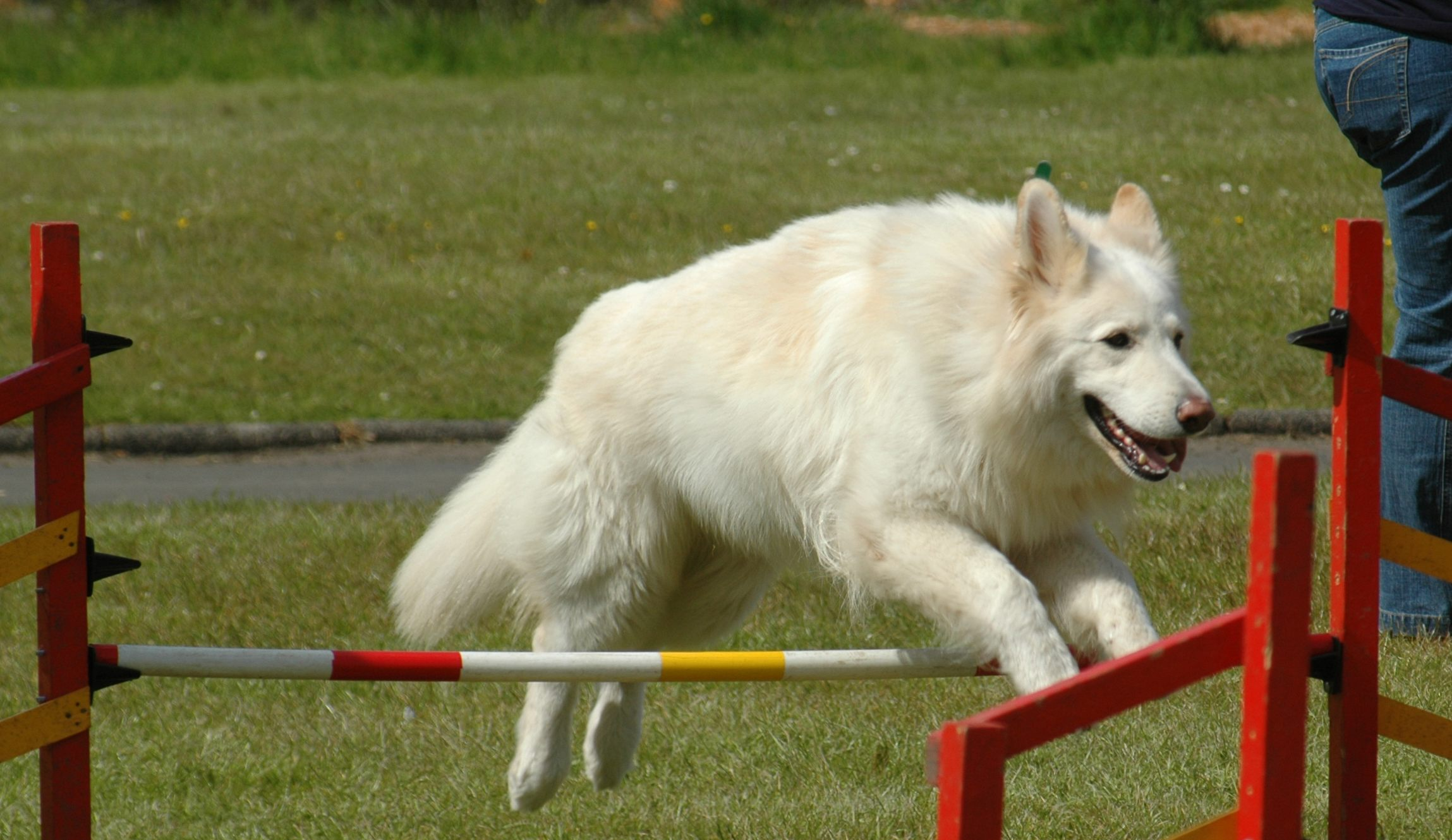
Pastor alemán blanco de Suiza en una prueba de agilidad.

Reconocido por la F. C. I. actualmente como Pastor alemán blanco, Suiza.
Durante muchos años, los detractores del ovejero blanco, han sugerido que su color deriva del albinismo. Su color proviene de un gen recesivo simple, del cual ambos padres deben ser portadores para continuar el color. Los ojos, la nariz, los labios y las almohadillas son absolutamente negras, y está perfectamente adaptado al trabajo bajo sol. La raza tiene una personalidad distinta: los ovejeros blancos son más sutiles, accesibles, calmados y menos agresivos que el ovejero normal. Es equilibrado, pero cuando la ocasión lo demanda, es alerta e impaciente, útil para servir en su capacidad como compañero, guardián o lazarillo.
El gen recesivo para el pelo blanco de la capa fue fijado en el ADN de la casta del perro del pastor alemán a finales del siglo XIX y el programa de crianza alemán del siglo a principios de siglo XX, que utilizó extensivamente "color cubierto", los perros que llevaron  un gen recesivo para las "capas blancas". El abuelo materno de Horand von Grafrath, la primera entrada "SZ 1" en el libro del perro risionero de SV, era un perro ovejero alemán de capa blanca nombrado pena von Sparwasser.
El blanco fue señalado como un defecto de la conformación que descartar en el SV (club del pastor alemán de Alemania) en el 1933 y por el club del perro del pastor alemán de América (GSDCA) y el club del perro del pastor alemán de Canadá (GSDCC) a mediados de los años 1960.

## Ejemplares célebres

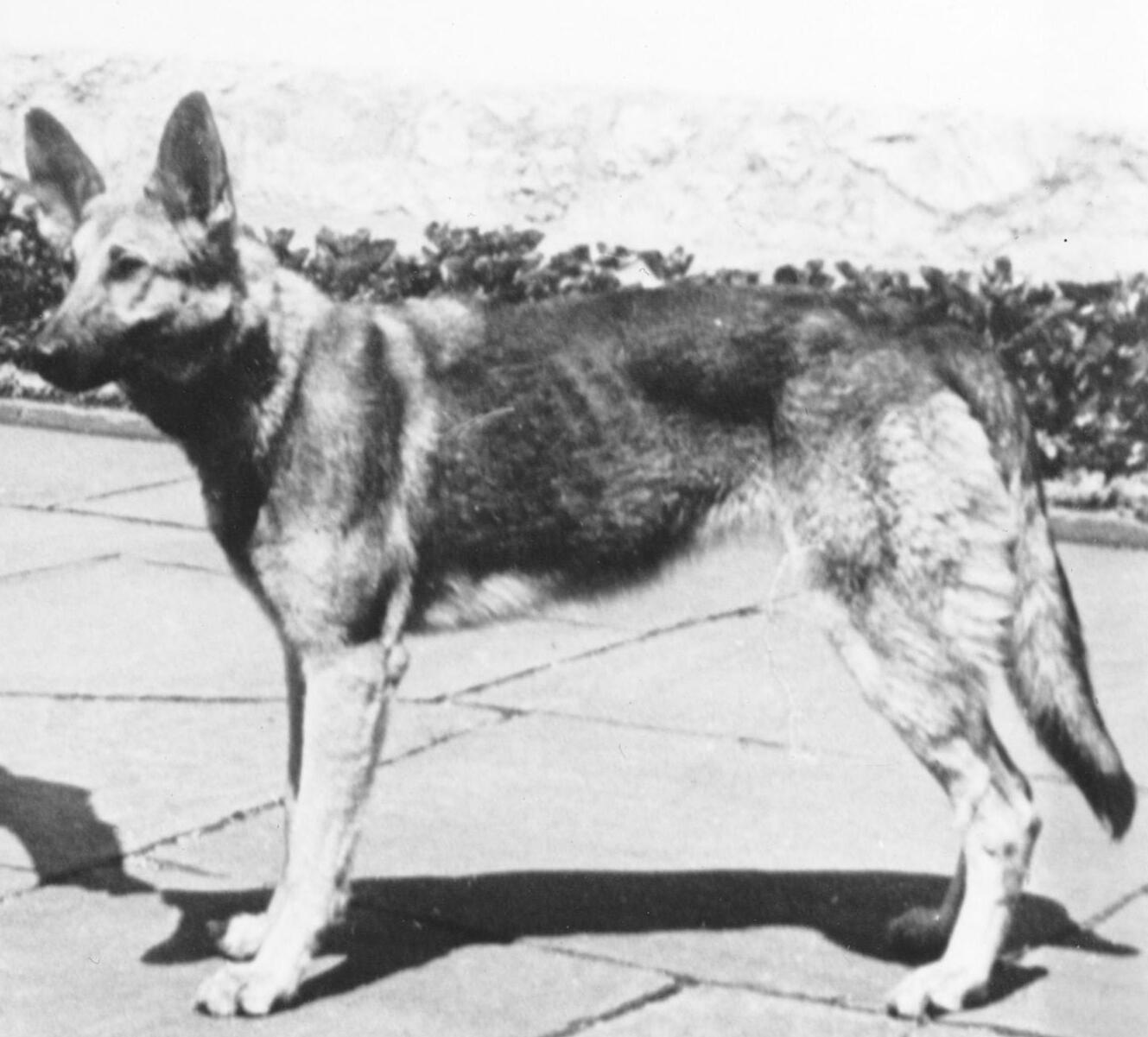
Blondi, el pastor alemán hembra de Adolf Hitler.

- Horand von Grafrath, el primer ejemplar inscrito en el libro de orígenes.
- Rin Tin Tin, serie televisiva basada en el antiguo oeste estadounidense.
- Blondi, la perra que se le obsequió a Adolf Hitler.
- Strongheart, una de las primeras estrellas de cine caninas.
- Jerry Lee, película televisiva superagente K9, un perro policía de raza Pastor Alemán adiestrado para la detección de estupefacientes.
- Rex, serie televisiva Rex un policía diferente.